# Вапняки під голим небом
Вапняки під голим небом — канадсько-український авангардний рок-гурт. Гурт засновано у Торонто у 1986 році, учасниками Аванґардного Українського Театру. Співзасновники гурту — Зенон Ващук (ґітара, бас, спів), Андрій Винницький (спів, поезія), Нестор Ґула (бас, ґітара, спів), Тарас Ґула (скрипка, спів), Адріян Івахів (клявіщі, ґітара, синтезатор, спів). До складу увійшли Таня Чорна (спів) та Manny DaSilva (бубни), а пізніше Андрій Полянський (бубни), Галина Цеховська (спів), а часами колишній член чеського андерґраундного гурту Plastic People of the Universe Вратислав Брабенец/Vratyslav Brabenec.
Музиканти виконують україномовний рок, а точніше, за словами учасників, "Slavic-roots-ethno-fusion-psychedelic-industrial-folk-thrash, " творчість позначена впливами The Velvet Underground, Іґґі Попа, Боба Ділана, Plastic People of the Universe, Throbbing Gristle, Pere Ubu, та ін.

## Історія
Перший виступ гурту відбувся у Торонто у 1986 році під час творчого вечору присвяченого поетам-дисидентам Василю Стусу, Вацлаву Гавелу та Івану Їроусу, організованим Адріяном Іваховим та Марком Стехом. Вечір відбувся у відомому творчому центрі The Music Gallery.
У 1991 році гурт випустив альбом під назвою «Вапняк під голим небом».
Під час фестивалю «Червона рута — 91» у Запоріжжі один з лідерів гурту Нестор Гула познайомився із учасниками гурту «Вій». Результатом співпраці стала участь у підготовці триб'ют-альбому гурту «Вій». Для альбому гуртом «Вапняки під голим небом» і з солістом Нестором Гулою у 2005 році був записаний кавер на пісню гурту Вій «Політ коршака». Пісня не потрапила у офіційне видання альбому але була викладена на сайті гурту «Вій».
У 1993 році члени гурту «Вапняки» Адріян Івахів, Нестор Ґула, Зенон Ващук і Тарас Ґула виступили із членами гурту «Брати Гадюкіни» на сцені Львівського молодіжнього театру.

## Дискографія
Вапняк під голим небом (1991)
1. Vrodyla Molsona (02:53)
2. Sered ludej (04:28)
3. Ve De (03:59)
4. Pisnia pro xoleru (08:15)
5. Dzvony dzvonyly (04:44)
6. Koxannia na pensiyi (02:51)
7. Slonihonka (03:24)
8. Nich den chas koxannya (03:07)
9. Slymaky (05:05)
10. Atomnyj kraj (cut) (06:42)
11. Arkan (04:10)
12. Dump Truck (04:40)
13. Etnozapys z etobikovskoyi pechery (06:43)
14. Psiachyj twist (04:33)
15. Muzyka z marmurovoyi kupoli (18:57)
16. Dushko moja (Bonus track) (03:51)